# Sankt Knuds Kirke (Odense)
 For alternative betydninger, se Sankt Knuds Kirke. (Se også artikler, som begynder med Sankt Knuds Kirke)
Sankt Knuds Kirke (Odense Domkirke) i Odense er opkaldt efter Knud den Hellige, som blev myrdet i 1086 i Sankt Albani Kirke, der lå tæt på den nuværende kirke.
Opførelsen af den nuværende kirke i gotisk stil blev påbegyndt sidst i 1200-tallet af biskop Gisico, efter at en ældre kirke var brændt. Rester af den oprindelige kirke kan ses i krypten.
Kirken blev indviet 30. april 1499.
Kirkens tårn blev tilføjet i forbindelse med en ombygning i 1580'erne. Det er 63 meter højt og dermed et af Odenses højeste bygningsværker.
Gennem tiden har kirken gennemgået en række renoveringer, men den menes i dag at fremstå omtrent som omkring reformationen i 1536. Den må betragtes som et af de prægtigste gotiske bygningsværker i Danmark.
Af kirkens interiør må særligt fremhæves Claus Bergs altertavle fra omkring 1520.
- Skt. Knuds kirke
- Skt. Knuds kirke set fra Eventyrhaven

- Odense Domkirke. Kirkeskibet.
- Claus Bergs altertavle

## Eksterne kilder og henvisninger
- Wikimedia Commons har flere filer relateret til Sankt Knuds Kirke (Odense)
- Sankt Knuds Kirke Arkiveret 6. juni 2017 hos  Wayback Machine hos nordenskirker.dk
- Sankt Knuds Kirke i Den Store Danske på Lex.dk
- Sankt Knuds Kirke hos KortTilKirken.dk
- Sankt Knuds Kirke hos danmarkskirker.natmus.dk (Danmarks Kirker, Nationalmuseet)